# John Sutton (calciatore)
John William Michael Sutton (Norwich, 26 dicembre 1983) è un allenatore di calcio ed ex calciatore inglese, di ruolo attaccante.

## Carriera
Nel gennaio del 2004 il Millwall lo preleva per una cifra vicina ai 50000 €.

## Palmarès

### Club

#### Competizioni nazionali
- Scottish Championship: 2

St. Mirren: 2005-2006, 2017-2018